# Hermogenes z Ksantos
Hermogenes z Ksantos (gr. Ἑρμογένης) – starożytny grecki biegacz żyjący w I wieku n.e., olimpijczyk.
Pochodził z Ksantos w Licji. Ostatni znany sportowiec, który uzyskał zaszczytny tytuł triastes, zwyciężając jednocześnie w biegu na stadion, diaulosie i biegu w zbroi. Wyczynu tego dokonał dwukrotnie, w 81 i 89 roku (olimpiady 215 i 217). W 85 roku (olimpiada 216) udało mu się wygrać tylko w diaulosie i biegu w zbroi. Oprócz tego pięć razy triumfował na igrzyskach pytyjskich oraz po dziewięć razy na igrzyskach nemejskich i istmijskich. Odniósł także zwycięstwo na igrzyskach kapitolińskich, urządzonych przez cesarza Domicjana w Rzymie w roku 86. Zgodnie z informacją przekazaną przez Pauzaniasza (Wędrówka po Helladzie VI 13,3) ze względu na swoją szybkość uzyskał przydomek Hippos, czyli „koń”.